# Buda (Kortrijk)
Buda a neve a belgiumi Kortrijk óvárosában a városon áthaladó Leie folyó szigetén fekvő résznek. A szigetet magát is Budának nevezik.

## Történelme és nevének eredete
A későbbi Buda kis települése 1454-ig Kortrijk városának határain kívülre esett, csak ekkor kebelezték be az akkor épült 2,3 kilométer hosszú városfalak mögé. 
Vauban francia várépítő 1690 és 1698 között jelentős erődítési munkákat irányított városban. A magyarországi Buda ostroma, majd visszafoglalása a törököktől nagy visszhangot kapott a helyi társadalomban, különösen mivel a harcokban francia és holland katonák egyaránt részt vettek. A szigeten kialakított erődítmények kapcsán a város lakói „kis Budának” kezdték nevezni a városrészt és a szigetet.  A népnyelvi szó 1734-ben a városi dokumentumokban is megjelent és ezáltal hivatalossá vált. Később a sziget fő utcájának a neve is Budastraat lett. 
Ebben a városrészben áll az 1200–1204 körül alapított Miasszonyunk kórház. Az évszázadok során a szigetet számos katasztrófa sújtotta. 1826-ban és 1865-ben tűzvész pusztította, 1894-ben a Leie folyó öntötte el. Az első és a második világháborúban is károkat szenvedett, amikor 1918-ban illetve 1944-ben a hidakat a németek felrobbantották. 1944 márciusában a szövetségesek légitámadása nyolc házat lerombolt. 
A 20. század első felében folyószabályozási munkákat folytattak a hajózás lehetőségeinek javítása érdekében, ezek során a Buda-sziget megnagyobbodott. A 21. században további ilyen bővítésekre került sor. Északon és nyugaton a folyóparton parkosítottak és nyári stradot alakítottak ki, ami a Budabeach nevet kapta. A Leie egyik hídjának neve is Budabrug.
A városfejlesztési tervek arra irányulnak, hogy a városrész Kortrijk kulturális központja legyen.  Az egykori Broelmuseum és más ingatlanok átalakításával hozták létre a Buda Kunstencentrumot.

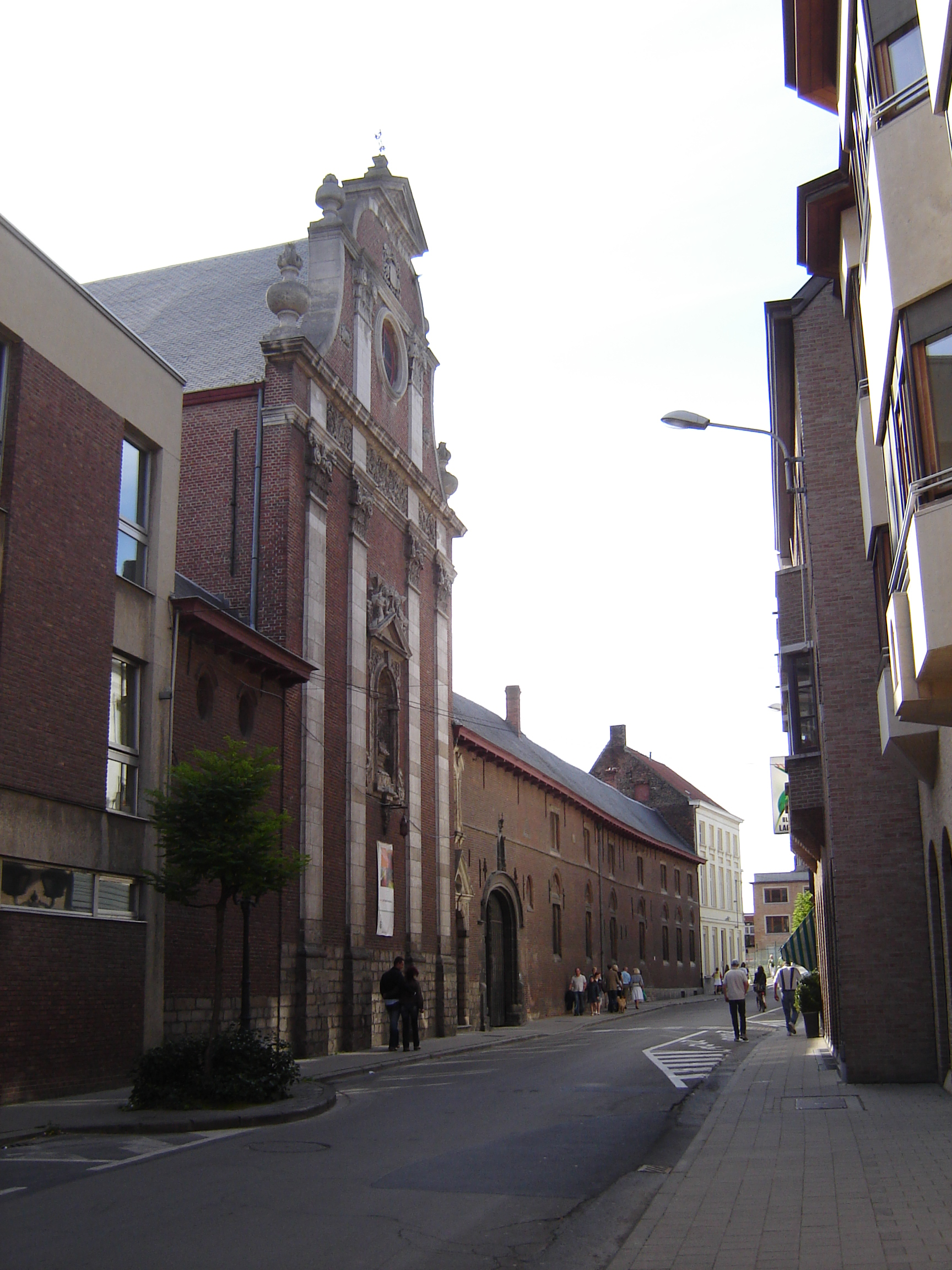
A Miassszonyunk kórház a kortrijki Buda szigetén
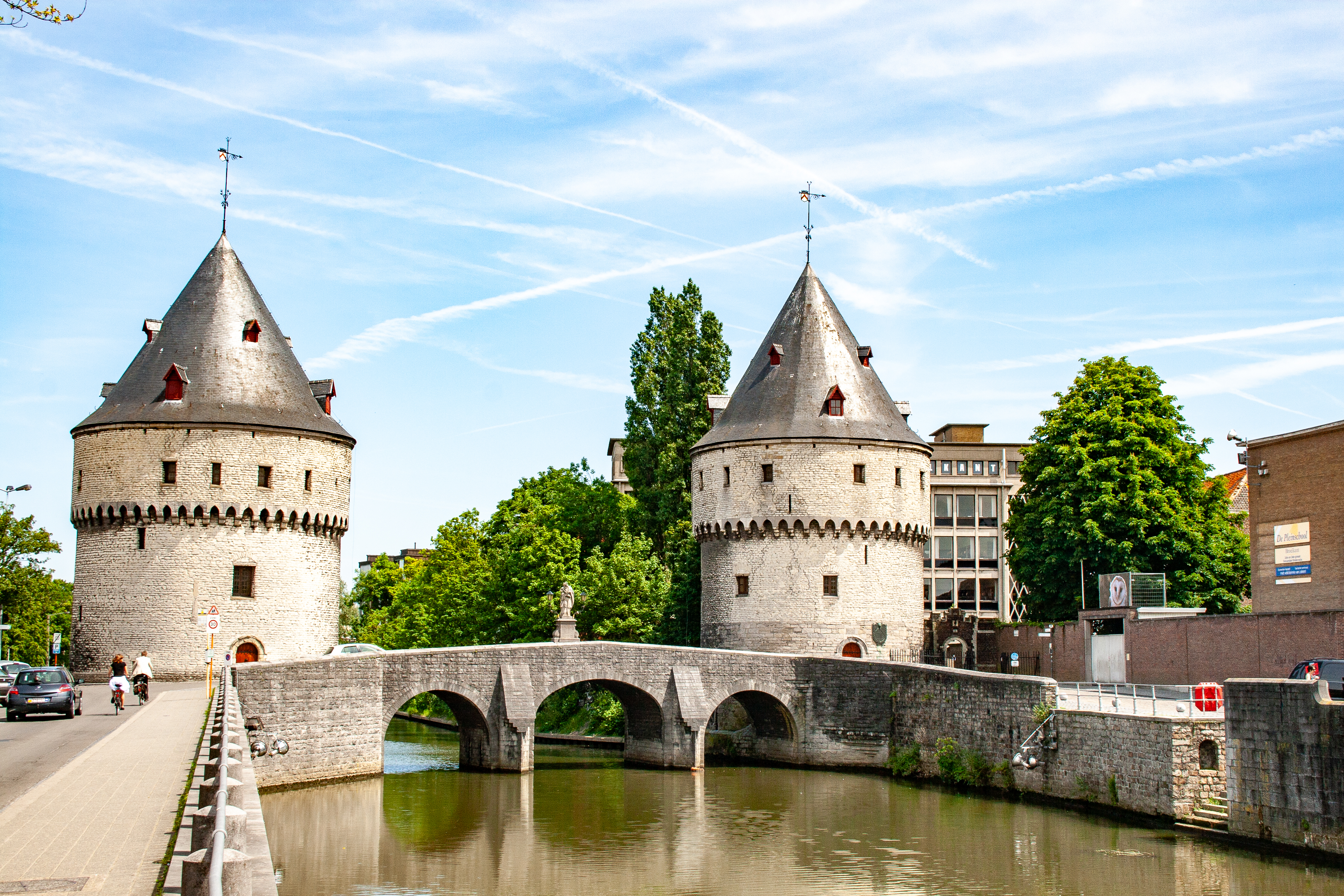
Koertrijk jelképei, a Broel-tornyok Buda szigeténél
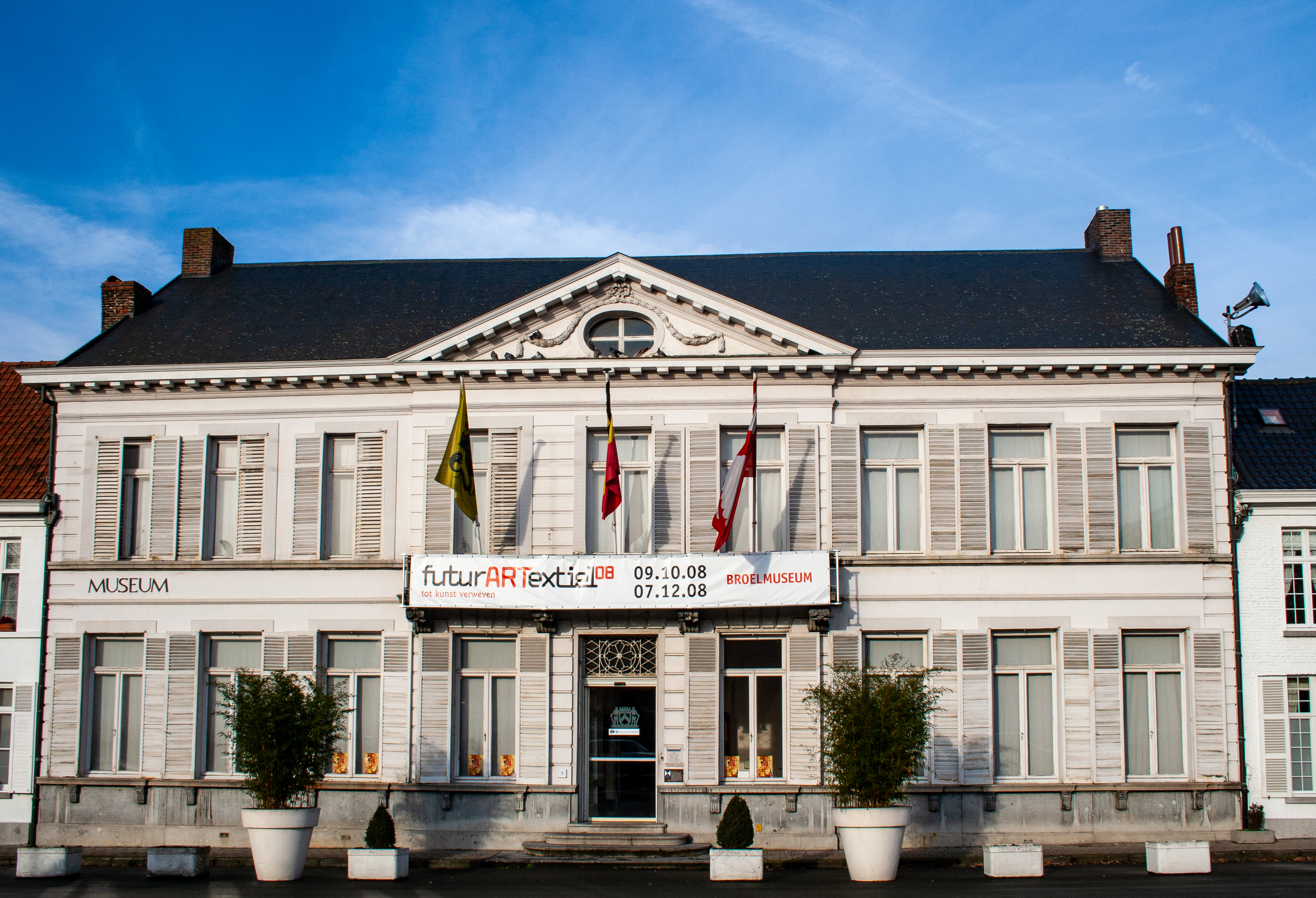
Az egykori Broelmuseum, 2023-ban a Buda Kunstencentrum része
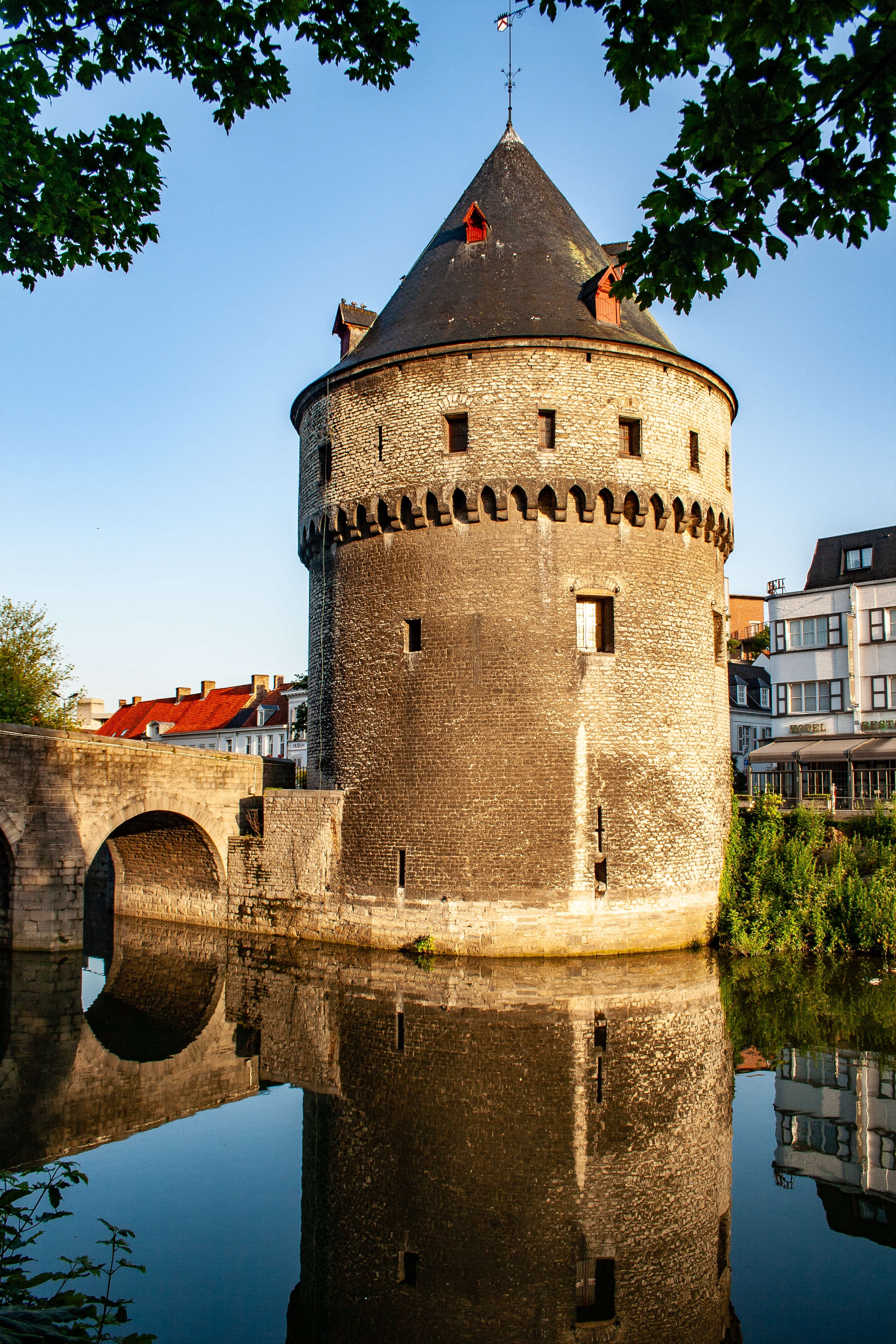

## Fordítás
- Ez a szócikk részben vagy egészben  a   Buda (Kortrijk) című holland Wikipédia-szócikk ezen változatának fordításán alapul.  Az eredeti cikk szerkesztőit annak laptörténete sorolja fel. Ez a jelzés csupán a megfogalmazás eredetét és a szerzői jogokat jelzi, nem szolgál a cikkben szereplő információk forrásmegjelöléseként.